# Contea di Phillips (Kansas)
La contea di Phillips in inglese Phillips County è una contea dello Stato del Kansas, negli Stati Uniti. La popolazione al censimento del 2000 era di 6 001 abitanti. Il capoluogo di contea è Phillipsburg